# کتیبه‌های رمزی در مسجد ایاصوفیه
حداقل دو کتیبه رمزی در مسجد ایاصوفیه موجود می‌باشد. احتمالاً این کتیبهها توسط نیروهای امپراطوری روم شرقی در عصر وایکنگ‌ها حکاکی شده‌اند.

## کتیبه هالفدن

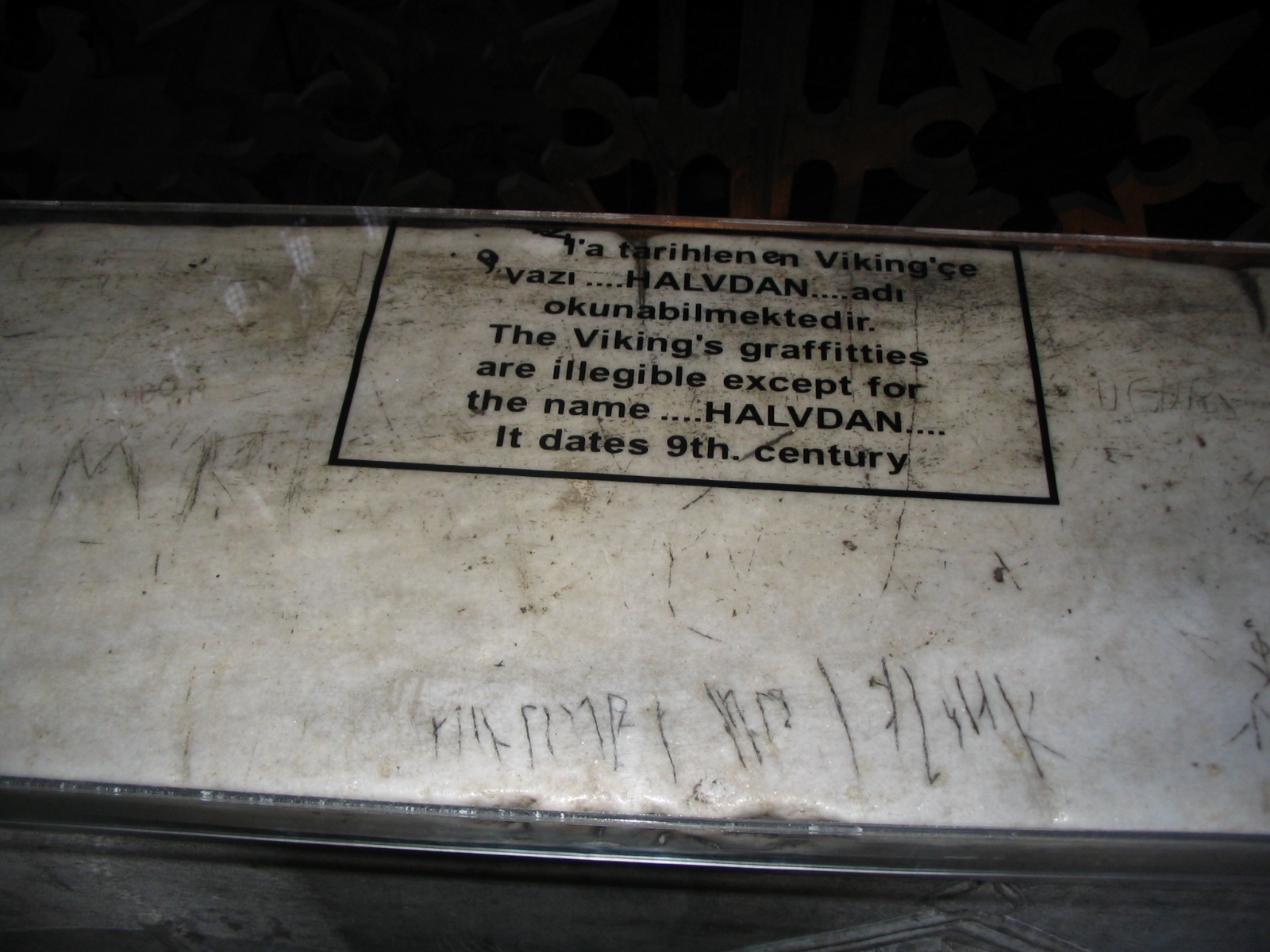
کتیبه هالفدن

اولین کتیبه در سال ۱۹۶۴ در یک دیواره در بالا منزل گالری جنوبی کشف شد، و کشف آن انتشار شد بنام الیزابت ساروسدروم.

## کتیبه دوم
کتیبه دوم توسط فولگ هاگبرگ در سال ۱۹۷۵ کشف شد. این در طاقچه در بخش غربی همان گالری که هالفدن کشف شده میباشد.